# Astrosierra microconus
Astrosierra microconus är en ormstjärneart som först beskrevs av Hubert Lyman Clark 1914.  Astrosierra microconus ingår i släktet Astrosierra och familjen medusahuvuden. Inga underarter finns listade i Catalogue of Life.